# OpenBCI

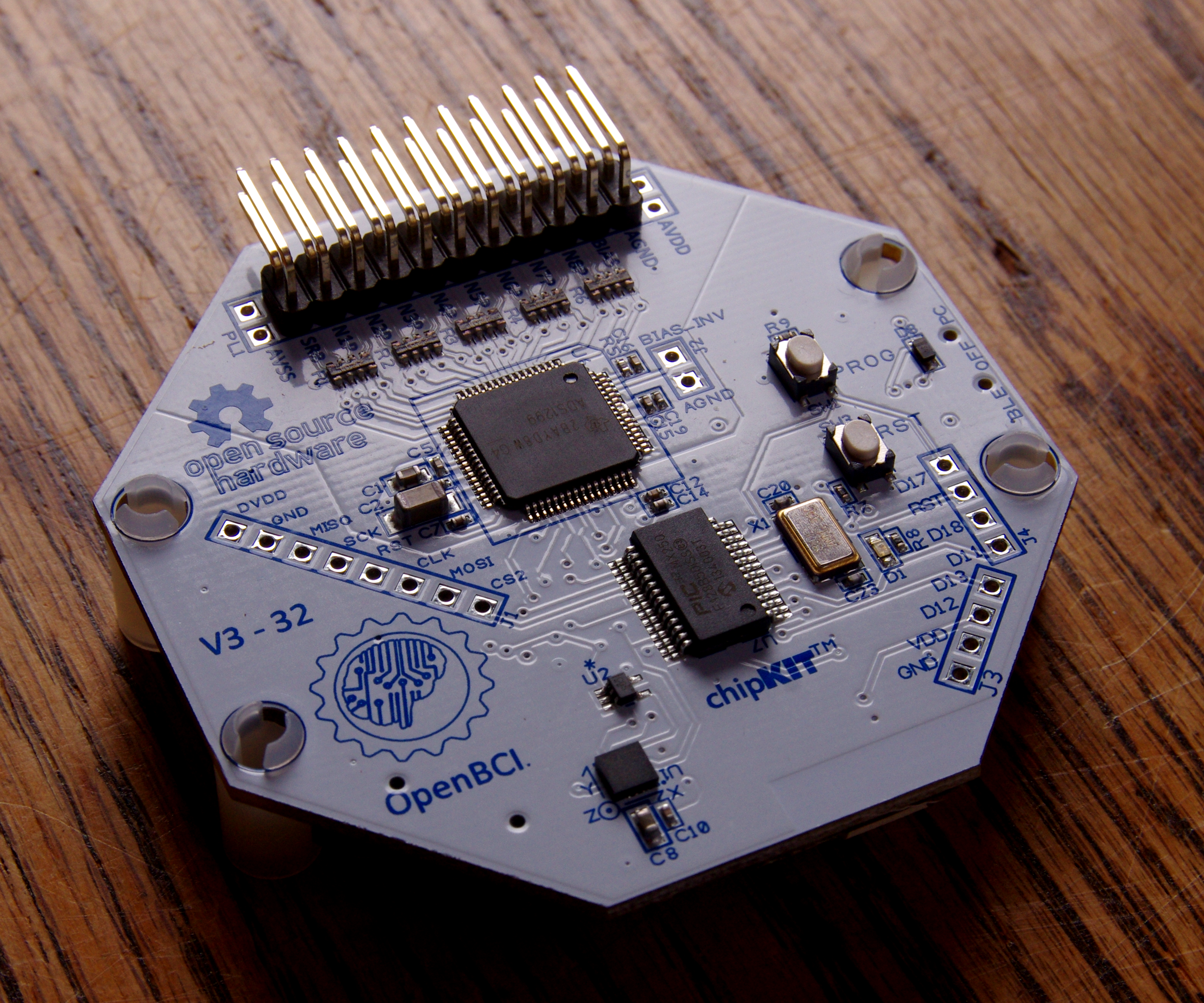
OpenBCI 32bitボード

OpenBCIは、2013年に行われたKickstarterキャンペーンから始まり、ジョエル・マーフィーとコナー・ルスマノによって開発が進められているオープンソースのブレイン・マシン・インターフェイスプラットフォームである 。
OpenBCIは脳波・筋電位・心臓の電気的活動などの電気的活動を測定・記録する能力を持つ。標準的なEEG電極と互換性がある。 OpenBCIボードはオープンソースのOpenBCI GUIや他のオープンソースの脳波処理ツールを通して使用できる。

## ハードウェア
OpenBCI 32bitボードは生体電位の記録のためにテキサス・インスツルメンツ製のICであるADS1299を使用している。  OpenBCIはオンボード処理にマイコンを使用しており、脳波データをSDカードに記録したり他のコンピュータ上で動作するソフトウェアとBluetoothを用いて通信することができる。使用しているICはかつて存在していた8bit版はArduino互換のATmega328P、32bit版はPICである。
2015年、OpenBCIはGanglionボードの開発と2回目のKickstarterキャンペーンを発表した。価格は200ドルで従来通りBluetoothでの通信が可能なほか、EEG、EMG、EKGを測定するための4つの入力チャネルがある。

## ソフトウェア

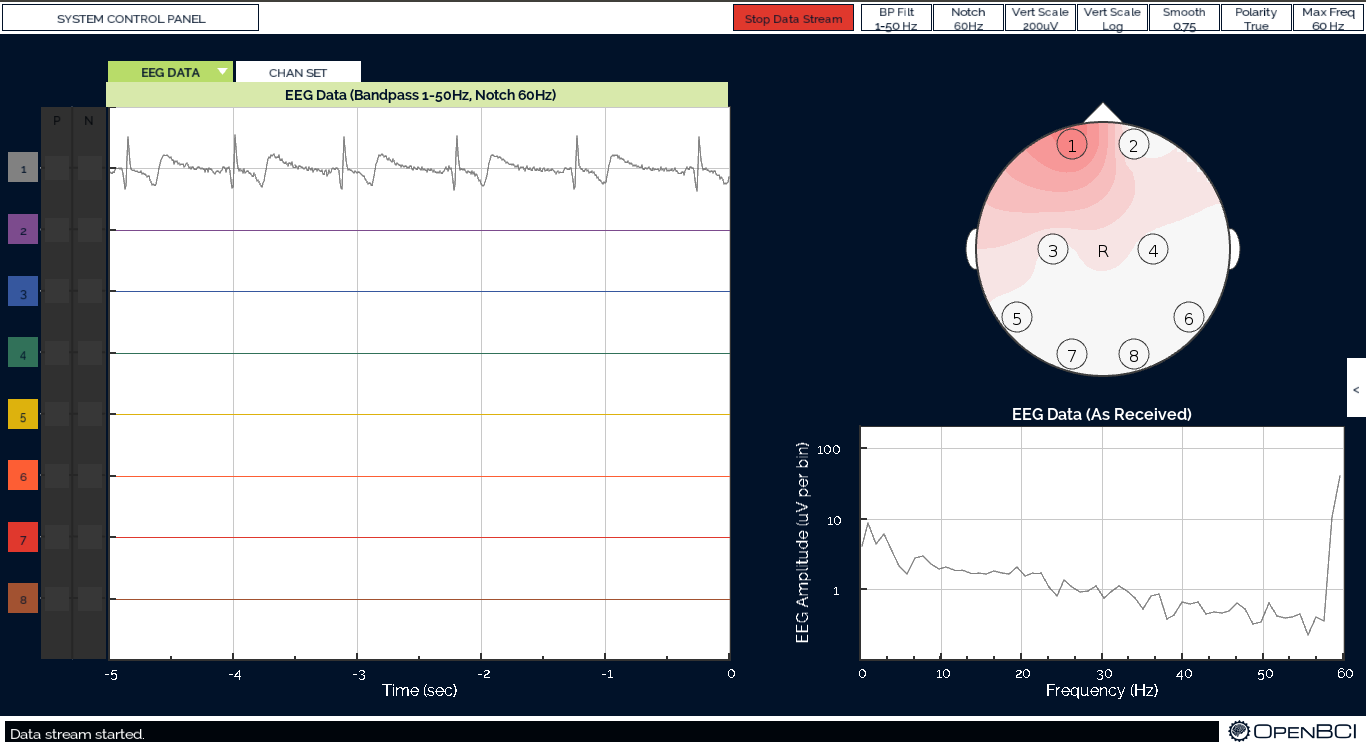
基本的な脳波を表示するOpenBCIのProcessingアプリケーションのスクリーンショット

OpenBCIチームはProcessingで書かれたOpenBCI用のOSSアプリケーションをリリースしている。NodeJSとPythonで開発された表示・処理アプリケーションも利用可能である。

## 3Dプリントヘッドセット

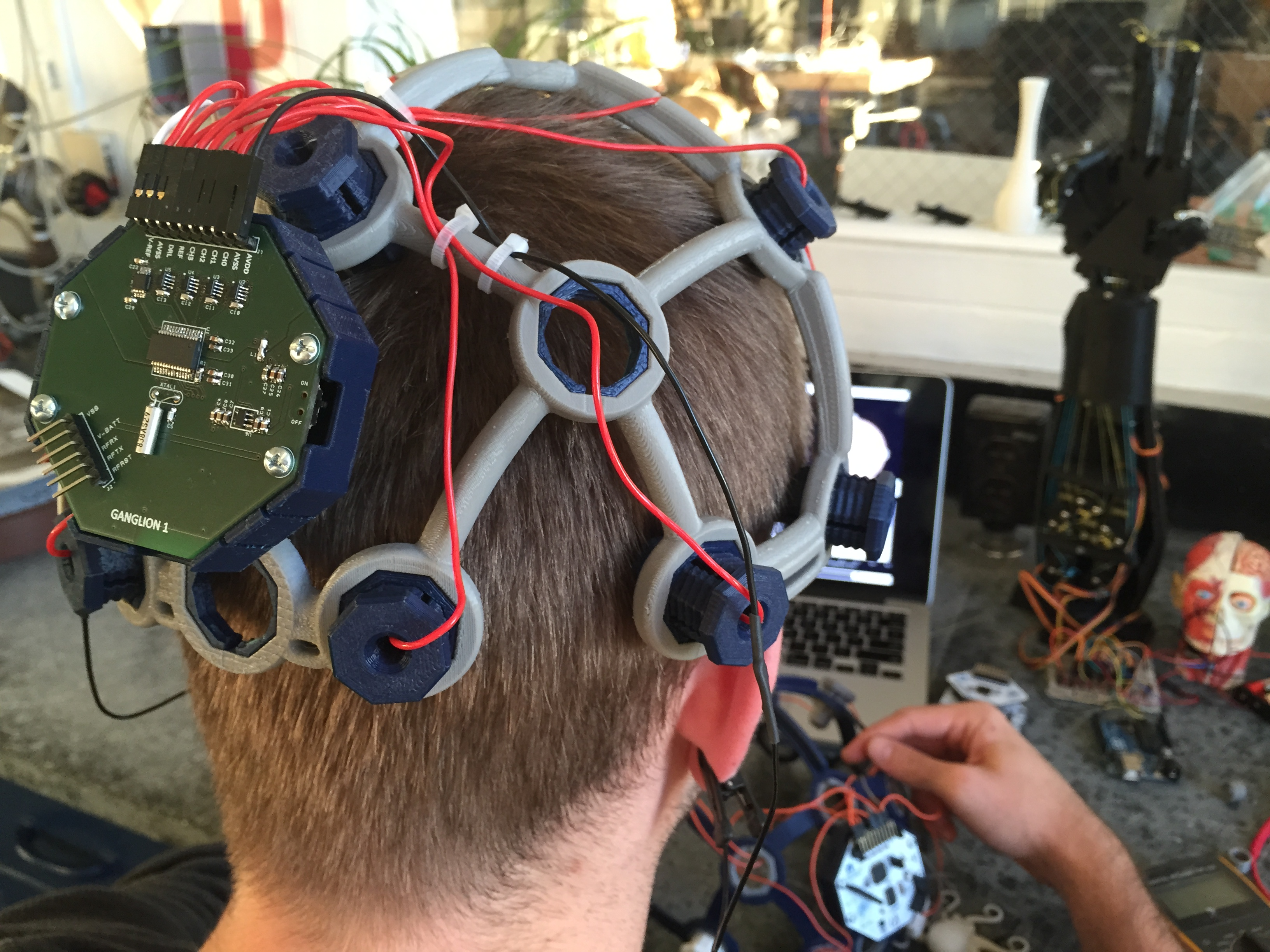
Ultracortex MarkIIIとGanglionBoardを着用した開発者のコナー・ルスマノ

試作段階のOpenBCIボード用の3DプリントヘッドセットのデザインファイルがGitHubで公開されている。 Ultracortexと名付けられたヘッドセットは国際10-20法に基づく電極の配置を簡単に利用できるように作られている。ヘッドセットのデザインファイルはOpenBCIのGithubアカウントからダウンロードできる他、OpenBCIのオンラインストアから購入することも可能である。ヘッドセットはVoodoo Manufacturingによって製造されている。

## 応用
OpenBCIは、 SSVEPを使用して小型ホビーロボットであるHexBugを制御するために使用された例がある。